# Борушин (Любуське воєводство)
Борушин (пол. Boruszyn, нім. Boruschin) — село в Польщі, у гміні Ліпінки-Лужицькі Жарського повіту Любуського воєводства.
Населення — 201 особа (2011).

## Демографія
Демографічна структура станом на 31 березня 2011 року:
|          | Загалом | Допрацездатний вік | Працездатний вік | Постпрацездатний вік |
| -------- | ------- | ------------------ | ---------------- | -------------------- |
| Чоловіки | 110     | 17                 | 83               | 10                   |
| Жінки    | 91      | 17                 | 59               | 15                   |
| Разом    | 201     | 34                 | 142              | 25                   |